# Ovomaltine
Ovomaltine (también conocida como Ovaltine) es una marca de productos de sabor a leche malteada (excepto en el envase azul en los Estados Unidos), azúcar (excepto en Suiza) y suero de leche. Algunos sabores también tienen cacao. Ovaltine, una marca registrada de Associated British Foods, es fabricada por Wander AG, filial de Twinings que adquirió la marca de Novartis en 2003, excepto en los Estados Unidos, donde Nestlé adquirió los derechos por separado de Novartis más adelante.

## Historia

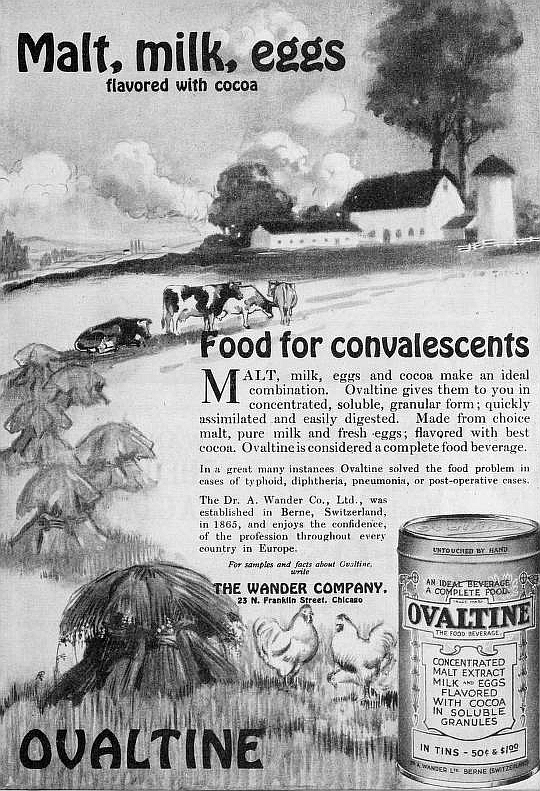
Anuncio de Ovaltine en una revista médica, 1909.

Ovaltine se desarrolló en Berna (Suiza), donde se conoce por su nombre original, Ovomaltine (del latín ovum, huevo, y la malta, que eran originalmente sus ingredientes principales). Poco después de su invención, la fábrica se trasladó a la aldea de Neuenegg, a pocos kilómetros al oeste de Berna, donde todavía se produce.
La ovomaltina fue exportada a Gran Bretaña en 1909; Una falta de ortografía del nombre en la solicitud de registro de marca registrada llevó a que el nombre se acortara a Ovaltine en los mercados de habla inglesa. Una fábrica fue construida en Kings Langley, que la exportó a los Estados Unidos también. En 1915, Ovaltine se fabricaba en Villa Park, Illinois, para el mercado de los Estados Unidos. Ovaltine se fabricó posteriormente en Peterborough, Ontario para su distribución en Canadá.
Originalmente anunciada como consistente únicamente en "malta, leche, huevos, aromatizado con cacao", la formulación ha cambiado a lo largo de las décadas, y hoy varias formulaciones se venden en diferentes partes del mundo.
La versión popular de la malta con chocolate es un polvo que se mezcla con leche caliente o fría como bebida. Malt Ovaltine (una versión sin cacao) y Rich Chocolate Ovaltine (una versión sin malta) también están disponibles en algunos mercados. Ovaltine también ha estado disponible en forma de barras de chocolate, huevos de Pascua de chocolate, parfait, galletas y cereales de desayuno, donde es la única marca que conecta los cereales con la bebida de chocolate.
Ovaltine también fabricó cuentas PDQ Chocolate Sabor, PDQ Choco Chips y Eggnog Flavored PDQ, que ya no están disponibles. Estas mezclas de bebidas fueron muy populares entre los años 1960 y 1980. Ovaltine discontinuó los productos del PDQ alrededor de 1996.
La serie de radio para niños estadounidense Little Orphan Annie (1931-1940) y Captain Midnight (1938-1949), y la subsecuente serie de televisión Captain Midnight (1954-1956), fueron patrocinados por Ovaltine. Tenían promociones en las que los oyentes podían ahorrar pruebas de compra de los tarros de Ovaltine para obtener primas de radio, como insignias como el "anillo secreto de decodificador" o alfileres que podían utilizarse para decodificar mensajes en el programa. Los niños de la época pueden recordar que "Ovaltine" es un anagrama para "Vital One".
Otro programa de radio destinado a niños de cinco a catorce años, The League of Ovaltineys, fue transmitido a Gran Bretaña por Radio Luxembourg los domingos por la noche a las 5:30 PM. A partir de febrero de 1935, fue transmitido hasta septiembre de 1939, cuando el estallido de la Segunda Guerra Mundial forzó el cierre de la estación, y de nuevo después de la guerra de 1952. Al igual que con el programa estadounidense, los oyentes podían obtener insignias, pines y códigos secretos. El tintineo publicitario de Ovaltineys fue considerado como uno de los jingles más exitosos de la época. Y contó con el icónico trío inglés The Beverley Sisters.
En Villa Park (Illinois), estuvo la sede de la fábrica de Ovaltine en los Estados Unidos hasta la compra de la compañía y la retirada en 1988. The Villa Park Historical Society mantiene una exposición permanente de publicidad y recuerdos y Ovaltine. La antigua fábrica se convirtió en loft apartamentos manteniendo los pisos originales y la pared expuesta.
En 1992, Himmel Group obtuvo el derecho de fabricar y vender Ovaltine en los Estados Unidos de Sandoz Nutrition Corporation. En 2007, Himmel vendió sus derechos a Novartis. A partir de 2007, Nestlé había adquirido Novartis y tenía los derechos de Ovaltine. Con esta compra, Nestlé dejó de inmediato la campaña de televisión anterior de Ovaltine dirigida a los públicos más antiguos y nostálgicos, donde Ovaltine se presentó como más nutritivo que el anterior competidor Nesquik, y aunque todavía se vende ampliamente en los Estados Unidos, Ovaltine no se anuncia en televisión.

## Apelación internacional

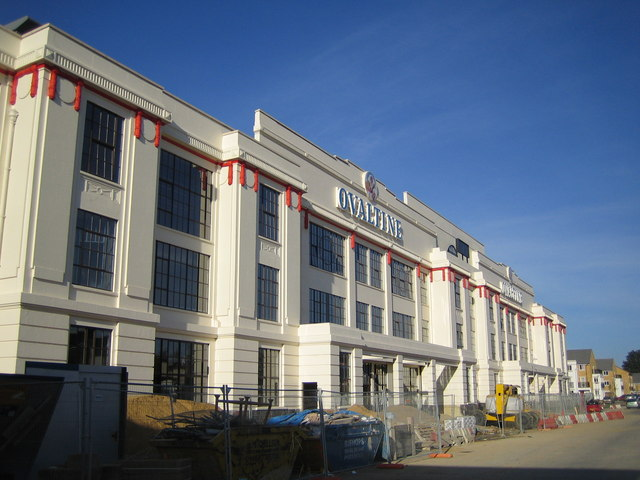
Esta es la fachada art decó de la antigua fábrica de Ovaltine en Kings Langley. Fue rehabilitado en vivienda en 2002.

La ovaltina también fue muy popular en Gran Bretaña y se fabricó en Kings Langley en Hertfordshire usando un proceso que incluía evaporadores de película descendente de GEA Wiegand para concentrar el extracto de malta líquido que luego se secó al vacío en secadores de banda calentados con vapor. La fábrica de estilo art déco de Ovaltine en Kings Langley es un conocido punto de referencia local. La producción cesó en 2002 y la fábrica se ha reconstruido ahora como pisos de lujo. Cerca de la fábrica había una granja de salud dirigida por las obras de Ovaltine, que se estableció como una granja modelo y un centro de salud para niños desfavorecidos, que funcionó hasta los años sesenta. Más tarde la tierra de la granja fue vendida y ahora está ocupada en gran parte por la autopista M25. La Ovaltine Egg Farm es ahora el sitio de Renewable Energy Systems Ltd. y el sitio de la primera turbina eólica visible desde la M25.
En octubre de 2002, la división de alimentos y bebidas de Novartis, fabricante de Ovaltine, fue comprada por Associated British Foods. ABF produce actualmente Ovaltine en Suiza, China, Tailandia y Australia. En los Estados Unidos Nestlé fabrica Ovaltine.
En Hong Kong, Ovaltine, como Horlicks, se conoce como una bebida de café. Se sirve en cha chaan tengs, así como tiendas de comida rápida como Café de Coral y Maxim's Express. Se sirve caliente, o en hielo como una bebida fría. En Hong Kong, el polvo se vende sin azúcar, para ser endulzado al gusto por el consumidor. En Brasil, se mezcla comúnmente con helado de vainilla. En el mercado asiático, es un helado de chocolate con sabor a polvo de Ovaltine. La marca Ovomaltine es muy reconocible en Suiza, y la marca está asociada con el esquí y el snowboard.
En Malasia, Ovaltine ha perdido su popularidad ante el Nestlé Milo. Ovaltine se vende en cartones Tetra Pak para servir en frío y está ampliamente disponible en tiendas y supermercados, pero tiene un perfil bajo comparado con bebidas similares en el mercado. En Japón, Ovaltine se vendió por un corto período a finales de 1970 por Calpis Industries (actualmente Calpis Co., Ltd.), pero no fue un éxito comercial. En Australia, Ovalteenies se venden como las tabletas redondas de Ovaltine comprimido, comido como caramelo.
La cadena de comida rápida brasileña Bob's, el competidor más grande de McDonald's en ese país, ofreció, desde 1959, batidos y sundaes hechos con Ovaltine, donde pasa por el nombre de "Ovomaltine", que se convirtió en un producto insignia de la cadena de comida rápida en Brasil. En 2016, McDonald's adquirió derechos exclusivos para vender batidos de marca "Ovomaltine". Brasil tiene la segunda mayor fábrica de Ovaltine, en São Paulo, y es el segundo mayor mercado de consumo para el producto, después de Tailandia. El Ovaltine brasileño es diferente a cualquier otro en el mundo, originado de un mal funcionamiento de la línea de ensamblaje que hizo el crispier del polvo que todavía se mantiene hoy.
En 2011, Ovaltine fue prohibido en Dinamarca bajo la legislación que prohíbe la venta de productos alimenticios con vitaminas agregadas.